# Fluorowcowodory
Fluorowcowodory, halogenowodory – nieorganiczne związki chemiczne fluorowców (halogenów) z wodorem. Do związków tych zalicza się:
| Nazwa związku | Wzór sumaryczny | Struktura związku | Model cząsteczki |
| ------------- | --------------- | ----------------- | ---------------- |
| fluorowodór   | HF              |                   |                  |
| chlorowodór   | HCl             |                   |                  |
| bromowodór    | HBr             |                   |                  |
| jodowodór     | HI              |                   |                  |
| astatowodór   | HAt             |                   |                  |

Wszystkie fluorowcowodory w warunkach standardowych są gazami (właściwości astatowodoru nie zostały jeszcze (2014) zbadane). W ich cząsteczkach występują wiązania kowalencyjne pomiędzy atomem wodoru a niemetalem.
Fluorowcowodory są dobrze rozpuszczalne w wodzie, a ich roztwory są mocnymi kwasami (z wyjątkiem średnio mocnego kwasu fluorowodorowego). Sole fluorowcowodorów nazywane są halogenkami.
Znane są także pseudohalogenowodory, czyli analogiczne związki wodoru, w których zamiast atomu halogenu znajduje się grupa pseudohalogenowa. Należą do nich np. cyjanowodór i azotowodór.